# León rojo de Amenhotep III

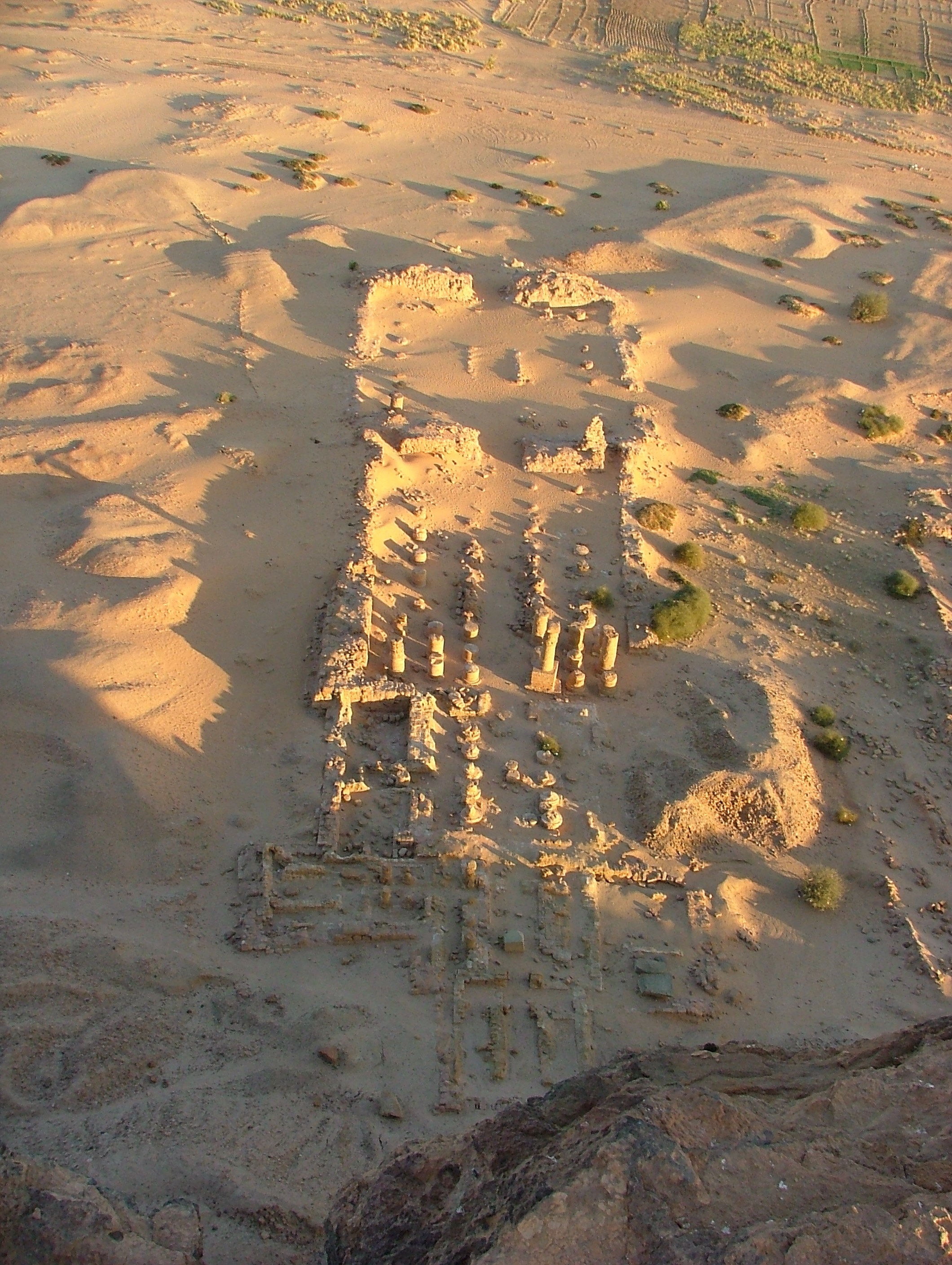
Templo de Amón situado en Gebel Barkal, ciudad donde fueron trasladados los leones de granito.

El León rojo de Amenhotep III es una escultura que forma parte, junto a otra idéntica, de los llamados leones Prudhoe, tallados en el año 1370 a. C., bajo el mandato de Nebmaatra Amenhotep, Amenhotep III, o Amenofis III (también conocido como Imenhotep III, Amenophis III, Memnon y otros nombres helenizados), que fue un importante faraón de la dinastía XVIII de Egipto, que gobernó del 1390 - 1353 a. C.).
El león en estilo clásico del arte egipcio, está fabricado en granito rojo y tiene una altura de 117 centímetros, una anchura de 93 centímetros y una profundidad de 216 centímetros. Adopta una postura relajada y natural, echado con la cabeza vuelta a un lado y las patas delanteras cruzadas, en lugar de la rígida postura tradicional de esfinges y leones, mirando al frente con las patas delanteras extendidas. Se encuentra actualmente en el Museo Británico de Londres.

## Hallazgo e historia
La escultura se halló en el yacimiento meroítico llamado Gebel Barkal aunque procede originalmente del Templo de Soleb, en la antigua Nubia, (actual Sudán), y fue descubierta por Algernon Percy, IV duque de Northumberland (15 de diciembre de 1792-1865), aristócrata y político conservador, al cual se le conocía con el apodo de Lord Prudhoe.
La pareja de leones de granito estaban situados en calidad de 'guardianes' flanqueando las puertas del templo de Soleb y sus inscripciones fueron realizadas por diferentes gobernantes, a las originales mencionando a Amenhotep se añadieron de Tutankamon que renovó el templo, de Ay indicando que los mudó de lugar y de Amanislo, siendo este último soberano meroítico el que trasladó a los leones al sur, a Gebel Barkal en el siglo III a. C.

## Conservación
Se exhibe de forma permanente en el Museo Británico, al cual llegó en 1835, después de que fuera donado por su descubridor, el aristócrata británico lord Prudhoe.